# Achim Hill
Achim Hill (født 1. april 1935 i Berlin, død 4. august 2015 smst.) var en tysk roer og dobbelt olympisk sølvvinder.
Hills første markante resultat kom i toer uden styrmand, i hvilken han blev østtysk mester i 1957. Snart skiftede han til singlesculler, og i denne blev han østtysk mester i 1959-1960 og 1962-1967. Han blev desuden national mester i dobbeltsculler i 1959 og 1960.
Han blev udtaget til det fællestyske hold ved OL 1960 i Rom. Her blev han nummer to i sit indledende heat og måtte derpå i opsamlingsheat. Dette vandt han og kom dermed i finalen. Her var den forsvarende mester, Vjatjeslav Ivanov fra Sovjetunionen, suveræn og sikrede sig guldet, mens Hill vandt et tæt opgør med polakken Teodor Kocerka og sikrede sig sølvet.
Ved OL 1964 i Tokyo repræsenterede han igen det fællestyske hold. Ivanov var storfavorit til at vinde sin tredje guldmedalje i disciplinen, men han måtte gennem opsamlingsheatet for at komme i finalen. Til gengæld havde Hill hurtigste tid i indledende runde. I finalen viste Ivanov dog sin styrke og vandt en overbevisende sejr, mens Hill genvandt sin sølvmedalje foran schweizeren Göpf Kottmann.
Hill deltog også i VM i roning 1966, hvor han blev nummer fire, mens han ved EM året efter vandt guld og dermed fik ram på Ivanov, der blev nummer to. Hills sidste store internationale konkurrence blev OL 1968 i Mexico City, hvor han repræsenterende Østtyskland og endte som nummer fem.
I sit civile liv studerede han flykonstruktion i Vestberlin, indtil Berlinmuren blev opført i 1961 og gjorde det umuligt for han at fortsætte studiet. I stedet blev han ingeniør og kom til at arbejde med tog. Han blev gift med roeren Gisela Jäger.

## OL-medaljer
- 1960:  Sølv i singlesculler
- 1964:  Sølv i singlesculler